# Пілюгін Леонід Степанович
Леоні́д Степа́нович Пілю́гін (нар. 25 квітня 1955, село Ларіоново Алтайський край, РРФСР, СРСР) — український астрофізик, доктор фізико-математичних наук, професор, член-кореспондент НАН України (Відділення фізики і астрономії НАН України).

## Життєпис
Випускник Казанського університету 1977 року.
1980 року прийшов працювати до Головної астрономічної обсерваторії АН УРСР.
У 1987 році він отримав науковий ступінь кандидата фізико-математичних наук, захистивши в Інституті астрофізики та фізики атмосфери академії наук Естонської РСР кандидатську дисертацію на тему «Просторова структура планетарних туманностей з подвійними ядрами».
З 1994 — старший науковий співробітник Головної астрономічної обсерваторії НАН України.
1997 року в Головній астрономічній обсерваторії НАН України захистив докторську дисертацію на тему «Відкриті неоднорідні моделі хімічної еволюції галактик».
У 2011 році очолив лабораторію фізики галактик із жвавим зореутворенням Головної астрономічної обсерваторії НАН України.
6 березня 2015 року обраний членом-кореспондентом НАН України, спеціальність: астрофізика.

## Наукова діяльність
Досліджує фізику екстрагалактик: походження хімічних елементів у Всесвіті, хімічної еволюції галактик, хімічного складу іонізованого водню в галактичних та позагалактичних областях, вивчає металічність галактик.

## Праці
- Корсунь А. О., Лісіна Л. Р., Пілюгін Л. С., Алікаєва К. В., Бурлов-Васильєв К. О., Данилевський В. О., Іванчук В. І., Кислюк В. С., Климишин І. А., Ковальчук Г. У., Костик Р. І., Ненахова К. М., Перетятко М. М., Переход О. В., Родрігес М. Г., Тельнюк-Адамчук В. В., Шульман Л. М., Яновицький Е. Г. Астрономічний енциклопедичний словник/ За заг. ред. І. А. Климишина та А. О. Корсунь.- Львів: Головна астрономічна обсерваторія НАН України, 2003.- 548с.
- Relationship between intensities of strong emission lines in the spectra of H II regions and their chemical compositions / Melekh B.Ya., Pilyugin L.S., Korytko R.I. // Kinematics and Physics of Celestial Bodies. — 2012. — Vol. 28. — Issue 4. — P. 189—202.
- Pilyugin L. S., L. Mattsson Abundance determination in HII regions from spectrawithout the [OII]λ3727+λ3729 line // MNRAS. ― 2011. ― 412. ― P. 1145—1150.
- Pilyugin L. S., J. M. Vílchez, L. Mattsson, T. X. Thuan Abundance determination from global emission-line SDSS spectra: exploring objects with high N/O ratios // MNRAS.― 2012. ― 421. ― P. 1624—1634

## Нагороди
- Державна премія України в галузі науки і техніки (2014) за роботу «Будова та еволюція Всесвіту на галактичних та космологічних масштабах, прихована маса і темна енергія: теоретичні моделі та спостережні результати» (співавтори — Берцик Петер Петерович, Вавилова Ірина Борисівна, Павленко Яков Володимирович, Караченцева Валентина Юхимівна, Пелих Володимир Олександрович, Жданов Валерій Іванович, Жук Олександр Іванович, Новосядлий Богдан Степанович, Мінаков Анатолій Олексійович).